# 金武 (金武町)
金武（きん）は、沖縄県国頭郡金武町にある字。
金武大川 (ウッカガー) や、金武観音寺/金武鍾乳洞などがあり、ターム(タイモ)の栽培が盛ん。